# Rachid Kisri
Rachid Kisri (Árabe: رشيد كيسري; Juribga, Beni Melal-Jenifra, Marruecos; 2 de agosto de 1975) es un corredor de fondo marroquí. En los Juegos Olímpicos de verano de 2012, compitió en el maratón masculino y terminó en el puesto 18. En los Juegos Olímpicos de Río de Janeiro 2016, compitió en el maratón masculino y terminó en el puesto 72.